# 王永年
參數所指定的目標頁面不存在，建議更正成存在頁面或直接建立下列一個頁面（建立前請先搜尋是否有合適的存在頁面可以取代）：
- 王永年 (国画家)

王永年（1927年3月17日—2012年7月21日），文字工作者，筆名王仲年、雷怡、楊綺，生于浙江舟山定海（現宁波市定海县），1946年從上海聖約翰大學英國語文學系畢業，曾任中學俄語教師、外國文學編輯，1959年起擔任中華人民共和國新華通訊社西班牙語譯審，曾派駐墨西哥等西語系國家，在新華通訊社對外部、新華通訊社拉丁美洲總分社歷任高級職稱，1990年代中以正高級職稱離休。
政治面貌是中國民主同盟（民主黨派人士）。
他翻譯新聞稿以精練、準確著名，到1980年代中期稿件就已超過500萬字，不論將中文翻譯成西班牙文或西班牙文翻做中文都極為精到，廣受歡迎，1979年，由他翻譯成西班牙文的2篇中國新聞稿在墨西哥得獎。
王永年精通英文、俄文、西班牙文、義大利文等多種外語，工作餘暇翻譯多種世界文學名著，以王仲年筆名翻譯的系列歐·亨利小說，出版多種版本，暢銷多年，歷久不衰，備受英美文學研究者的好評，他又從義大利原文翻譯義大利文學巨著《十日談》和《約婚夫婦》，是中國從原文翻譯《十日談》的第1人。
1993年，他編選、翻譯阿根廷作家、詩人博爾赫斯的詩文選集《巴比倫彩票》，是公認最傳神、最精準的中譯本，也因此應邀擔任《博爾赫斯全集》（林一安主編）的主要譯者，譯出博爾赫斯幾乎全部的小說（僅4篇由陳泉翻譯）和大量博爾赫斯的詩、散文、評論。
他翻譯的博爾赫斯作品中的許多篇，已出版數個以上版本，並收入陳眾議主編的另1套《博爾赫斯文集》內。
他也翻譯不少智利詩人、作家巴勃羅·聶魯達（Pablo Neruda）的詩和散文。
他翻譯的英語文學作品還有諾貝爾文學獎美國得主約翰·史坦貝克（John Steinbeck）的《伊甸之東》（East of Eden）、辛克萊·劉易斯（Sinclair Lewis）的《巴比特》（Babbitt）、諾貝爾文學獎南非得主庫切（J. M. Coetzee）的《彼得堡的大師》（The Master of Petersburg），19世紀英國路易士·卡羅爾（Lewis Carroll ）的《愛麗絲漫遊奇境（鏡中奇遇）》（Alice in Wonderland, Through the Looking Glass），20世紀美國傑克·凱魯亞克（Jack Kerouac）的《在路上》（On the Road）等。
西班牙語文學譯作還有諾貝爾文學獎女性智利得主加夫列拉·米斯特拉爾（Gabriela Mistral）的詩文集、諾貝爾文學獎哥倫比亞得主加西亚·马尔克斯的《迷宮中的將軍》（El general en su laberinto）等。
意大利語文學譯作還有16世紀托尔夸托·塔索（Torquato Tasso）的《耶路撒冷的解放》（La Gerusalemme liberata ）等。
2005年，北京人民文學出版社推出他在2002年譯完的《歐·亨利小說全集》（The Complete Works of O.Henry），共180萬字，譯介全部的歐·亨利作品給整個漢語世界。
2008年，上海譯文出版社出台了他翻譯的《博爾赫斯談話錄》，內收博爾赫斯接受英語傳媒訪問的多篇談話紀錄。
他還懂得日語、德語、葡語、法語等語文，只有日語和英語是在校學的，西語等多種外語是自學。
上大學時，曾和張愛玲同班讀過書。
他擔任主要譯者的《博爾赫斯全集》由臺灣商務印書館以《波赫士全集》名稱在台灣推出1套4卷的繁體漢字版。
《十日談》和《歐·亨利小說選》20世紀末在台灣出了繁體漢字版。